# Magdalene Lauridsen
Magdalene Lauridsen, född 1873, död 1957, var en dansk lärare och kvinnosakspolitiker.
Hon grundade 1895 Danmarks första hushållsskola, Sorø Husholdningsskole, och 1902 Danmarks första högskola för hushållskunskapslärare, Ankerhus Husholdningsseminarium. Hon bildade 1906 Foreningen af Husholdningslærerinder og -lærere (FHL), en förening för lärare i hushållskunskap. Hon arrangerade 1909 Det første Nordiske Forhandlingsmøde om Husholdningssagen på Sorø Akademis Skole med över 100 deltagare från Norge, Sverige, Finland och Danmark.
Hon var medlem av Dansk Kvindesamfund (DK) 1895-1935 och ordförande för lokalavdelningen i Sorø. Hon deltog i kampanjen för kvinnors rösträtt. Hennes övertygelse om att kvinnans plats var i hemmet ledde dock till en ambivalent relation till kvinnorörelsen. 